# Verrà la morte e avrà i tuoi occhi
(You, wind of March, vv. 1-9)
Verrà la morte e avrà i tuoi occhi è una raccolta di poesie di Cesare Pavese.

## L'opera
La raccolta, pubblicata postuma, comprende dieci poesie (otto in italiano e due in inglese), tutte scritte tra l'11 marzo e il 10 aprile del 1950 a Torino e tutte inedite, ritrovate fortuitamente tra le carte del poeta dopo la sua morte, in duplice copia, in ordine di pubblicazione.
La raccolta pubblicata dall'editore Giulio Einaudi nel 1951 comprende anche i versi appartenenti al gruppo "La terra e la morte", composti nel 1945 a Roma e pubblicati precedentemente, nel 1947, sulla rivista Le tre Venezie.

Si tratta di liriche d'amore permeate di una struggente nostalgia scritte con uno stile insolito per Pavese, dedicate all'attrice statunitense Constance Dowling, l'ultimo suo amore non corrisposto, conosciuta alla fine del 1949, dalla quale era stato considerato con superficialità e che lo aveva lasciato in un completo sconforto. 
che passa
senza la luce dei tuoi occhi.»
Con la raccolta Verrà la morte e avrà i tuoi occhi, che "conclude l'arco pavesiano", l'autore riprende i temi già sperimentati nei componimenti più tardi di Lavorare stanca e nella raccolta poetica del 1945 La terra e la morte. La donna, la cui liricizzazione avviene attraverso le metafore dei grandi temi dell'autore come la terra, la vigna, il vento, la vita e la morte, è il motivo unico e assoluto che pervade tutte le liriche dell'opera e "non è più e solo il termine di paragone della realtà simbolica, ma è la realtà, la speranza e la disperazione".

## Adattamenti
- Claudio Lolli, Verrà la morte e avrà i tuoi occhi, contenuta nell'album Nove pezzi facili, 1992.
- Carlo Deri, Due liriche di Pavese per canto e pianoforte – I Verrà la morte e avrà i tuoi occhi; II Hai viso di pietra scolpita [da La terra e la morte] – (1985); prima esecuzione: Firenze, Sala del Conservatorio “L. Cherubini”, 1985; prima esecuzione in forma sinfonica: Lucca, Santa Maria dei Servi, 2009[5]

## Edizioni
- Cesare Pavese, Verrà la morte e avrà i tuoi occhi, collana Gli Struzzi, Einaudi, 1960,  p. 45.